# Đinh Thế Hinh
Đại tá Đinh Thế Hinh (1927 - 29 tháng 8 năm 2019) (trước khi nhập thế, mang pháp danh là Đại đức Thích Pháp Lữ) là một trong 27 nhà sư đã thành lập "Trung đội Phật tử" ngày 27 tháng 2 năm 1947 tại chùa Cổ Lễ (Nam Định).

## Cởi áo cà-sa, khoác chiến bào ra trận, quét sạch quân xâm lược
Trong 2 cuộc kháng chiến chống thực dân, đế quốc của dân tộc ta trong thế kỷ 20, từ mái chùa cổ kính này đã có 35 Ni sư cởi áo cà-sa ra tiền tuyến giết giặc, bảo vệ quê hương. Trong số 35 nhà sư ra trận có 12 người đã anh dũng hi sinh trong chiến đấu được Nhà nước Việt Nam công nhận là liệt sỹ. Các nhà sư còn lại, nhiều người đã trở thành sỹ quan cao cấp trong Quân đội nhân dân Việt Nam, là Ủy viên Ban Chấp hành Trung ương Hội Cựu chiến binh Việt Nam và giữ nhiều trọng trách quan trọng khác trong Giáo hội Phật giáo Việt Nam cũng như ngoài xã hội.
Sự kiện ngày 27 tháng 2 năm 1947, tại chùa Cổ Lễ, Hòa thượng Thích Thế Long đã chủ trì buổi mít tinh trọng thể làm lễ phát nguyện cho 27 nhà sư cởi áo cà-sa, khoác chiến bào ra trận. Đây là một sự kiện quan trọng, đầy tự hào trong lịch sử Phật giáo Việt Nam. Tiếp bước những nhà sư đi trước, trong cuộc kháng chiến chống Mỹ, cứu nước và chiến tranh biên giới đã có thêm 8 nhà sư cởi áo cà-sa, tạm biệt cửa Thiền, lên đường bảo vệ đất nước.

Trong cuốn Lịch sử Phật giáo huyện Trực Ninh đã viết rất rõ về buổi lễ đặc biệt, hào hùng này. Đoàn nhà sư khoác áo cà-sa, chân đất, đầu trần, tay cầm mũ vải, xếp hàng ba, cuối cùng là 2 Ni cô Đàm Nhung và Đàm Lân. Hồi đó, bài phát nguyện dành cho 27 nhà sư ra chiến trường thật hào sảng: 
"Cởi áo cà-sa, khoác chiến bào,
Tuốt gươm, bồng súng diệt binh đao.
Ra đi quyết rửa thù, cứu nước,
Vì nghĩa quên thân, hiến máu đào". 
Khi nghe bài phát nguyện này, trước lúc nhập ngũ, sư nữ Đàm Thanh xúc động đã họa lại bài thơ trên: 
"Gậy thiền quét sạch loài xâm lược,
Theo gót Trưng Vương, tỏ nữ hào".
Khi xong việc cử lễ, cả đoàn đứng lên cùng cởi áo cà-sa. Hòa thượng Thích Thế Long, khi đó là Viện chủ chùa Cổ Lễ, đỡ các tấm áo cà sa đặt trước bàn thờ Phật, rồi một nhà sư hô: "Đội mũ". Thế là 27 nhà sư đã trở thành 27 chiến sĩ Vệ quốc quân. Cuối cùng, đại biểu của Trung đoàn 34 đến nhận quân, chuyển súng, kiếm, mã tấu đến từng tay các vị, chấn chỉnh đội hình, hạ lệnh xuất phát. Đoàn quân theo tiếng hô dõng dạc của trung đội trưởng, tất cả đều đồng thanh ca vang bài Tiến lên đường, tới sa trường.
Năm 1947, hưởng ứng Lời kêu gọi toàn quốc kháng chiến của Chủ tịch Hồ Chí Minh, giới Tăng, Ni, Phật tử cả nước đã dấy lên Phong trào "Cởi áo cà-sa, khoác chiến bào".

## Hồi tưởng
Đại tá Đinh Thế Hinh hồi tưởng: 
"Đó là một buổi sáng mùa xuân, trời trong vắt, nắng tỏa nhẹ, chùa náo nhiệt khác thường. Từ sớm đã có rất đông nhân dân đến chứng kiến buổi lễ của đoàn Phật tử "cởi áo cà-sa ra trận".
Tôi còn nhớ rõ mồn một những lời của Hòa thượng trụ trì Thế Long: 
"Giặc ngoại xâm đe dọa chủ quyền đất nước, bọn ác quỷ lăm le ngay cửa Phật, Phật Pháp bất ly thế gian. Khi sơn hà nguy biến, dân chúng điêu linh, các Phật tử cũng tham gia đánh giặc cứu nước...". 
Trong tôi lúc đó vừa thấy hồi hộp, vừa thấy bừng bừng khí thế. Hòa thượng dứt lời trong tiếng hô vang dậy. 27 nhà sư trở thành 27 chiến sĩ Vệ quốc đoàn. Buổi lễ ngày hôm đó đã biến thành cuộc tuần hành, tỏa về các làng quê trong khí thế cứu nước hào hùng.

## Qua đời
Đại tá Đinh Thế Hinh mất ngày 29 tháng 8 năm 2019 (tức ngày 29 tháng 7 năm Kỷ Hợi), hưởng thọ 93 tuổi. Linh cữu ông được hỏa táng tại Đài hóa thân hoàn vũ Văn Điển (Hà Nội).